# 黒川芳正
黒川 芳正（くろかわ よしまさ、1948年1月26日 - ）は、日本の新左翼活動家。元東アジア反日武装戦線「さそり」メンバー。受刑者である。

## 人物・来歴
山口県立宇部高等学校を卒業後、東京都立大学 (1949-2011)文学部哲学科に進学。その後、中核派の活動家となった黒川は佐藤首相訪米阻止闘争、1968年には佐世保エンタープライズ寄港阻止闘争に参加。その後、中核派からは離れたが、東大安田講堂事件で武装闘争を決意した。
山谷や釜ヶ崎といった寄せ場で日雇い労働を行いつつ暴力手配師追放釜ヶ崎共闘会議や山谷底辺委員会に関与した。
佐々木規夫を通じて大道寺将司に会い、東アジア反日武装戦線に参加。1974年に「さそり」を結成し、底辺委員会メンバーの宇賀神寿一や桐島聡とともに連続企業爆破事件を起こす。1975年に逮捕される。逮捕時に所持していた鍵が他の逮捕されたメンバーの者と一致せず、追及の結果、逮捕されていないメンバーの宇賀神寿一や桐島聡の存在が判明した。
1979年11月、東京地裁で無期懲役の判決が下る。
最高裁へ上告中に1987年1月に口頭弁論が開かれる直前に弁護方針の食い違いなどを理由に弁護人について解任届を提出していたが、最高裁は「訴訟遅延が目的で無効」として弁護人に弁論を行うように求めたが、弁護人は拒否したために同年2月に弁論抜きで閉廷し、同年3月24日、最高裁にて上告棄却し、無期懲役が確定した。
2025年現在、宮城刑務所に収監されている。
1987年、獄中から監督をした異色のドキュメンタリー映画『母たち』を製作した。黒川自身の母を含む大道寺や益永利明ら獄中メンバーの母たちへのインタビューを構成したもので、カラー8mm、上映時間は120分である。のちにビデオ化も行なわれ、1997年、山形国際ドキュメンタリー映画祭で上映されている。

## 著書
- 『言霊 - 黒川芳正詩集』、原詩人叢書刊行委員会、1981年1月
- 『獄窓からのラブレター - 反日革命への戦旅』、新泉社、1985年9月 ISBN 478778515X

## フィルモグラフィ
下記1作きりであり、同作では監督を務めた。
- 『母たち』監督:黒川芳正 撮影:佐々木健・黒川純・大島俊一、構成・編集・照明:佐々木健（『母たち』制作委員会、1987年）